# Rhabdomastix ostensackeni
Rhabdomastix ostensackeni là một loài ruồi trong họ Limoniidae. Chúng phân bố ở miền Australasia.